# يان هاجيك

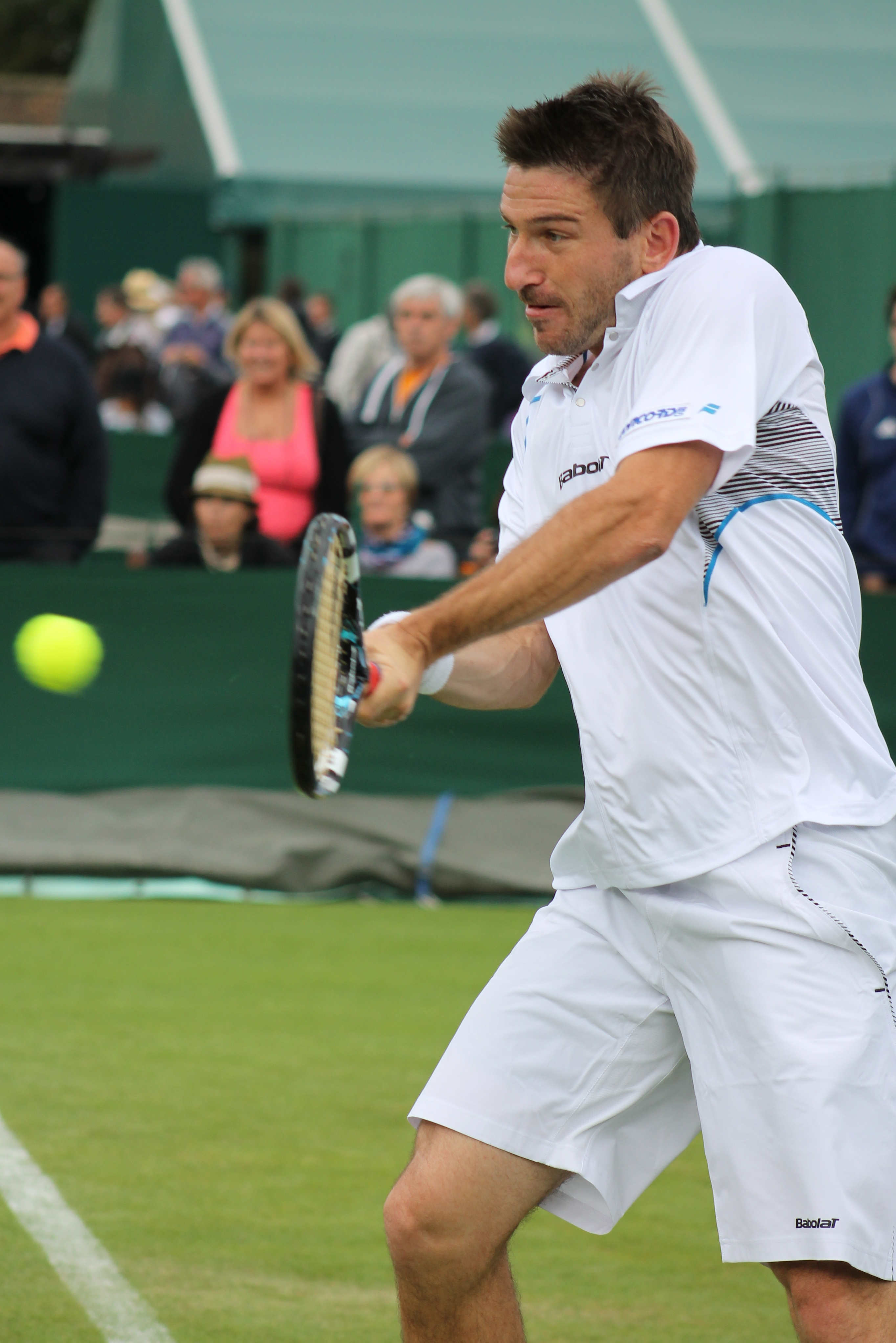

يان هاجيك (Jan Hájek), لاعب كرة مضرب محترف تشيكي.

## وصلات خارجية
- يان هاجيك على موقع رابطة محترفي التنس (الإنجليزية)
- يان هاجيك على موقع الاتحاد الدولي لكرة المضرب (الإنجليزية)
- يان هاجيك على موقع كأس ديفيز (الإنجليزية)
- يان هاجيك على موقع خلاصة التنس.كوم (الإنجليزية)